# Arta Terme
Arta Terme – miejscowość i gmina we Włoszech, w regionie Friuli-Wenecja Julijska, w prowincji Udine.
Według danych na rok 2004 gminę zamieszkuje 2230 osób, 42,9 os./km².